# وونوپرازان/آموکسی‌سیلین
وونوپرازان/آموکسی‌سیلین که با نام تجاری Voquezna Dual Pak و دیگر نام‌ها عرضه می‌شود، یک داروی ترکیبیست که برای درمان عفونت هلیکوباکتر پیلوری ( H. pylori ) استفاده می‌شود.  این دارو حاوی وونوپرازان (به شکل فومارات)، که یک potassium-competitive acid blocker است و آموکسی‌سیلین، که یک آنتی‌بیوتیک بتالاکتامی است، می‌باشد. 
این داروی ترکیبی برای استفاده پزشکی در ایالات متحده در می ۲۰۲۲ تایید شد.

## مصارف پزشکی
وونوپرازان/آموکسی‌سیلین برای درمان عفونت هلیکوباکتر پیلوری در بزرگسالان اندیکاسیون دارد.

## پژوهش‌ها
در پژوهش‌ها، استفاده از درمان دوگانه با وونوپرازان/آموکسی‌سیلین برای درمان عفونت هلیکوباکتر پیلوری بررسی شده‌است. همچنین با  استفاده از درمان سه گانه فونوپرازان/آموکسی‌سیلین/کلاریترومایسین برای ریشه کنی عفونت هلیکوباکتر پیلوری مقایسه شده‌است، که هر دو درمان موثر بوده‌اند.